# Tierps HK
Tierps HK  är en ishockeyklubb från Tierp i Uppland bildad 1957. Föreningen var framgångsrika under 1960-talet då man spelade i Division II säsongerna 1967/1968, 1969/1970, 1973/1974 och 1974/1975. Klubben kvalificerade sig till division I första gången säsongen 1977/1978. Tierp spelade i Allsvenskan två säsonger från 2000 till 2002, men flyttades sedan tillbaka till Division 1 där de spelade till 2016. Säsongen 2019/2020 spelade man i Hockeytrean Östra A.
Ishockeyn i Tierp startade i slutet av 1950-talet och då fanns lag i många mindre orter kring Tierp. Under 1960- och 1970-talen gick de flesta samman eller lades ner till det bara fanns Tierp HC och SHK Hockey i Skärplinge kvar.
Bland tidigare spelare i klubben märks bland andra Mikael Wahlberg och Johan Holmqvist.

## Säsonger 1999–2016
| Säsong    | Division           | Placering | Vårserie                  | Playoff/Kval                          |
| --------- | ------------------ | --------- | ------------------------- | ------------------------------------- |
| 1999/2000 | Division 1 Östra A | 3         | 3:a i Allettan Östra      | Besegrar Väsby i playoff, uppflyttade |
| 2000/2001 | Allsvenskan Norra  | 9         | 6:a i vårserien           |                                       |
| 2001/2002 | Allsvenskan Norra  | 11        | 8:a i vårserien           | 5:a i kvalserien, nerflyttade         |
| 2002/2003 | Division 1 Östra A | 2         | 3:a i Allettan Östra      | 2:a i Förkval Östra                   |
| 2003/2004 | Division 1 Östra   | 11        |                           | 2:a i kvalserien                      |
| 2004/2005 | Division 1 Östra   | 13        |                           | 2:a i kvalserien                      |
| 2005/2006 | Division 1C        | 5         | 5:a i vårserien           |                                       |
| 2006/2007 | Division 1C        | 4         | 4:a i vårserien           |                                       |
| 2007/2008 | Division 1C        | 10        | 4:a i vårserien           |                                       |
| 2008/2009 | Division 1C        | 8         | 2:a i vårserien           |                                       |
| 2009/2010 | Division 1C        | 6         | 4:a i vårserien           |                                       |
| 2010/2011 | Division 1C        | 6         | 2:a i fortsättningsserien |                                       |
| 2011/2012 | Division 1C        | 6         | 3:a i fortsättningsserien |                                       |
| 2012/2013 | Division 1C        | 6         | 3:a i fortsättningsserien |                                       |
| 2013/2014 | Division 1C        | 5         | 1:a i vårserien           | Utslagna av Hudiksvall i playoff      |
| 2014/2015 | Hockeyettan Östra  | 10        | 4:a i vårserien           |                                       |
| 2015/2016 | Hockeyettan Östra  | 12        | 8:a i vårserien           | 4:a i kvalserien, nerflyttade         |